# Английский романтизм
Английский романтизм (англ. English Romanticism; также Британский романтизм, англ. British Romanticism) — направление в искусстве и философии, господствовавшее в Англии в конце XVIII — первой половине XIX вв. и обладавшее определёнными особенностями. Английский романтизм появился практически одновременно с немецким, что делает именно Англию и Германию теми странами, в которых зародилась европейская романтическая традиция.

## Периодизация
К концу XVIII века английские деятели философии и искусства начали постепенно разочаровываться в классицизме в искусстве и идеалах просвещения в философии. Причиной этого было то, что эти традиции не позволяли проникнуть вглубь человеческой души, уделяли недостаточно внимания человеческим чувствам. Кроме того, большое влияние на становление английского романтизма имела Французская революция, разочарование в которой дало толчок деятельности родоначальников английского романтизма. Таким образом, начальным этапом развития этого направления можно считать 1790-е годы.
Начальный этап английского романтизма также отмечен «шекспиризацией» творчества поэтов. Ряд исследователей говорят о «культе Шекспира», существовавшем в данный момент в английской культуре и распространившемся уже в эпоху зрелого романтизма на всю Европу.
Одним из родоначальников английского романтизма является поэт и художник-график Уильям Блейк. Кроме того, с истоками английского романтизма связана и деятельность членов Озёрной школы, прежде всего, Уильяма Вордсворта, С. Кольриджа, Р. Саути. В творчестве этих поэтов ярко проявился мотив разочарования в исходе Французской революции, которую они изначально поддерживали. Как писал Вордсворт во вступлении к первому сборнику стихов школы, «Лирическим балладам», авторы стремились к описанию повседневной жизни людей в необычных, ярких красках, живой передаче их эмоций. В этом проявилась черта романтизма, заключающаяся в обращении к жизни человека и его внутреннему миру. Пушкин говорил о творчестве этих поэтов как о поиске новых красок в поэзии, об уходе от наскучившего классицизма и поиске новых тем, источников вдохновения.
Расцвет английского романтизма условно можно отнести к 1810-м — 1830-м годам. Именно в этот период творили такие выдающиеся английские романтики, как Вальтер Скотт, Байрон, М. Шелли и др. В этот период сформировалась и политическая доктрина английских романтиков. В своём подавляющем большинстве они выступали за независимость всех народов, за борьбу с тираническими режимами, за неотчуждаемость и священность прав личности.
К середине XIX века произошёл постепенный переход от романтизма как реакции на несовершенства буржуазного мира к реализму, черты которого проявлялись уже в произведениях авторов эпохи расцвета английского романтизма. Таким образом, эпоха романтизма в Англии условно делится на три этапа и завершается к 1850-м гг.

## Черты английского романтизма и их проявления